# Julodis punctatocostata
Julodis punctatocostata es una especie de escarabajo del género Julodis, familia Buprestidae. Fue descrita científicamente por Gory en 1840.